# Patriark af Moskva og hele Rus'
Patriarken af Moskva og hele Rus' (russisk: Патриарх Московский и всея Руси, (translit.: Patriarkh Moskovskij i vseja Rusi)), også kendt som Patriarken af Moskva og hele Rusland, er titlen på den russisk-ortodokse kirkes ærkebiskop. Titlen knyttes ofte sammen med den ærefulde tiltale "Hans Hellighed". Som overhoved for Moskvas stift har indehaveren af embedet alene et kanonisk mandat til Moskva, men som patriark har embedsindehaveren imidlertid en række administrative beføjelser i hele kirken som fastsat i den russisk-ortodokse kirkes charter.
Patriarkatet blev etableret i Moskva i 1589; den første patriark var Job. Patriarkatet blev afskaffet i 1721 af Peter den Store og erstattet af Den Hellige Synode, inden det blev genoprettet den 10. november (den 28. oktoberjul.) 1917 efter beslutning af den russisk-ortodokse kirkes koncil. Den nuværende patriark er Kirill, der tiltrådte embedet den 1. februar 2009.

## Etymologi
Positionen inden for kirken "Patriark af Moskva og hele Rus'" har gennem tiden haft forskellige navne, herunder "Patriark af Moskva og hele Rusland", "Patriark af Moskva og hele det Store, og Lille og Hvide Rusland" m.fl. Den moderne form, "Patriark af Moskva og hele Rus' ", blev oprindeligt brugt fra 1589, da bispesædet blev ophøjet til patriarkat, til 1721, hvor titlen blev afskaffet af Peter den Store. Det nuværende navn blev taget i 1917, indtil titlen i 1925 blev suspenderet af de sovjetiske myndigheder, og herefter igen benyttet fra 1943 med valget af Metropolitan Sergius som patriark.

## Historie
Kirken har sin oprindelse i det Metropolis af Kijev og hele Rus', der blev etableret i Kijevriget. Kirken eksisterede fra 988 til 1596 og var kanonisk set under jurisdiktion af økumeniske patriarkat i Konstantinopel. Bispesædet (kateder) var placeret i byen Kijev. I 1325 flyttede Metropolitanen Peter bispesædet fra Vladimir til Moskva.
Ved det 17. økumeniske koncil blev etableret enhed mellem den vestlige kirke i Rom og den østlige kirke i Konstantinopel og i 1439 besluttet, at Paven i Rom skulle være hele kirkens overhoved. Metropolitanen Isidore af Kijev støttede ihærdigt op om beslutningen, men storfyrsten af Moskva, Vasilij 2. af Moskva, annullerede beslutningen og fængslede Isodore. Andre østkirker trak sig også hurtigt ud af den forenede kirke. Isidore blev dømt for at være overgået til katolicismen, og han blev afsat af en lokal synode. Efter at metropolittens sæde havde stået ledigt i syv år, erstattede de sekulære myndigheder ham med Jonas af Moskva. Ligesom sine umiddelbare forgængere boede han permanent i Moskva og var det sidste Moskva-baserede overhoved i metropolen, der beholdt den traditionelle titel, der henviste til Kijev. Han var også den første metropolit i Moskva, der blev udnævnt uden godkendelse fra den økumeniske patriark i Konstantinopel, som det havde været normen indtil da.

## Skismaet mellem Konstantinopel og Moskva
I 1448 ændrede Jonas egenhændigt sin titel til Metropolit af Moskva og hele Rusland. Dette indebar begyndelsen på Moskvas de facto uafhængighed (autocefali) af kirken.
Moskvas enegang inden for kirken blev ikke fulgt af Storhertugdømmet Litauen og Kongeriget Polen, hvor herskerne fortsatte med at anerkende Isidor som Metropolit; Jonas blev afvist og var ude af stand til at udøve nogen pastoral kontrol uden Moskvas bispesædes grænser. Metropolitten fortsatte med at operere ud over Moskvas under moderkirken for det økumeniske patriarkat med den tilpassede titel Metropolit af Kijev, Galicien og hele Rus'.

## Regulering af den kanoniske status
I 1589 legaliserede Jeremias 2., patriarken af Konstantinopel, Moskvas kanoniske status og hævede Job til status som patriark.
I 1685 blev den vestlige del af den tidligere metropol, der lå i Den polsk-litauiske realunion, overført fra det økumeniske patriarkat i Konstantinopel til Moskva-patriarkatet som metropolen Kijev. Der er uenighed om, hvorvidt Moskva overholdt betingelserne for overførslen.

## Statens afvikling af metropolen
Ved patriark Adrians død i 1700 tillod Peter den Store ikke valg af en ny patriark. Efter 20 år etablerede han i stedet et teologisk kollegium, senere omdøbt til Den Hellige Synode, der som et organ under staten fungerede som den almindelige kirkeadministration fra 1721 til 1917. Den rusisske kejser (til 2. marts 1917) var "forsamlingens højeste dommer". Dette fuldendte transformationen af Moskva-patriarkatet til en cæsareopapistisk enhed, der var under den russiske stats kontrol.

### Gendannelse
Positionen som patriark af den russisk-ortodokse kirke blev genoprettet ved beslutning truffet af et koncil afholdt af den russisk-ortodokse kirke den 28. oktober (11. november) 1917. Den første patriark, der blev valgt efter genoprettelsen, var patriarken Tikhon.

## Udpegning
Ifølge den russisk-ortodokse kirkes charter, der blev vedtaget i 2000, er en patriarks embedsperiode på livstid. Biskoppernes råd kan tage spørgsmålet om afsættelse op og kan indbringe patriarken (herunder en afsat patriark) for en kirkelig domstol.
Mellem valgperioderne vælger Den hellige synode i den russisk-ortodokse kirke sin formand blandt sine faste medlemmer. Når sædet som patriark for metropolen står ledigt, skal synoden mødes inden seks måneder for at udpege en ny Patriark af Moskva og hele Rus’.
Kandidaten til patriarken skal være biskop i den russisk-ortodokse kirke, ikke yngre end 40 år gammel, have en "højere teologisk uddannelse og ekspertise i administration af stiftet".
Den nuværende (pr. 2024) patriark, Kirill 1. blev valgt den 27. januar 2009 som patriark af Moskva og hele Rus' og overhoved for den russisk-ortodokse kirke med 508 stemmer ud af 700. Han blev indsat ved en ceremoni den 1. februar 2009.